# Steve Zacchia
Pour les articles homonymes, voir Zacchia.
Steve Zacchia, né le 15 août 1982 à Yverdon-les-Bains, est un pilote automobile suisse. Il a notamment participé à trois reprises aux 24 Heures du Mans, en 2003, 2008 et 2011.

## Carrière
En 2003, il participe pour la première fois aux 24 Heures du Mans. Au volant de la Chrysler Viper GTS-R de Larbre Compétition, il se classe 4ème de la catégorie GTS (1ère équipe privée) et seizième au classement général.
En 2004, dans la catégorie GTS, il remporte le titre pilote (avec Pedro Lamy et Christophe Bouchut) de la saison inaugurale des Le Mans Endurance Series au volant de la Ferrari 550 GTS Maranello de Larbre Compétition,.
En 2008, pour sa deuxième participation aux 24 Heures du Mans, il abandonne sur accident,. La même année, en août, il participe aux 24 Heures de Zolder à bord de la Ferrari F430 GT3 de Sport Garage. Il termine l'épreuve à la quatorzième place.
En 2010, il dispute l'intégralité des manches des Le Mans Series à bord de l'Oreca FLM09 de Hope Racing,.
L'année suivante, dans le cadre de l'Intercontinental Le Mans Cup, il est annoncé qu'il sera dans le baquet de l'Oreca 01 hybride de Hope Racing.
En octobre 2017, il est titularisé chez Solution F pour participer à la manche de Magny-Cours du championnat VdeV. La même année, il devient pilote officiel Care Racing Development. Il a pour mission de faire rouler les Ferrari 550 GT1 - Prodrive.
Depuis 2017, il pilote diverses  Ferrari 550 GT1 en courses de véhicules historiques.
En 2021, il participe à trois événements sur six de la Ligier European Series (en). Il se classe 3e du championnat 2021.
En 2023, il participe cette fois-ci à l’entièreté du championnat Ligier European Series (en), avec comme équipier Louis Rossi. Il remporte alors la catégorie JSP4 PRO/AM à l’issue d’une saison sans grande adversité et après avoir obtenu de nombreux podiums au classement général[réf. souhaitée].